# Leptopanorpa
A  Leptopanorpa az ízeltlábúak törzsének, a rovarok osztályának csőrösrovarok (Mecoptera) rendjébe és a skorpiólegyek (Panorpidae) családjába tartozó nem.
Az ide tartozó fajok Jáva szigetén élnek, kivéve a Leptopanorpa charpentieri fajt, ami Szumátra szigetén is előfordul.

## Rendszerezés
A nembe  az alábbi fajok tartoznak:
- Leptopanorpa charpentieri (Burmeister, 1839)
- Leptopanorpa cingulata (Enderlein, 1921)
- Leptopanorpa filicauda Lieftinck, 1936
- Leptopanorpa inconspicua Lieftinck, 1936
- Leptopanorpa jacobsoni (Weele, 1909)
- Leptopanorpa javanica (Westwood, 1842)
- Leptopanorpa linyejiei Wang and Hua, 2020
- Leptopanorpa majapahita Wang and Hua, 2020
- Leptopanorpa nematogaster (MacLachlan, 1869)
- Leptopanorpa peterseni Lieftinck, 1936
- Leptopanorpa pi (Weele, 1909)
- Leptopanorpa ritsemae MacLachlan, 1875
- Leptopanorpa robusta Lieftinck, 1936
- Leptopanorpa sarangana Lieftinck, 1936